# آنات زوریا
آنات زوریا (انگلیسی: Anat Zuria؛ زادهٔ ۱ ژانویهٔ ۱۹۶۱) کارگردان فیلم اهل اسرائیل است.